# Копитів (Польща)
Копитів (Копитув, пол. Kopytów) — село в Польщі, у гміні Кодень Більського повіту Люблінського воєводства. Населення — 225 осіб (2011).

## Історія

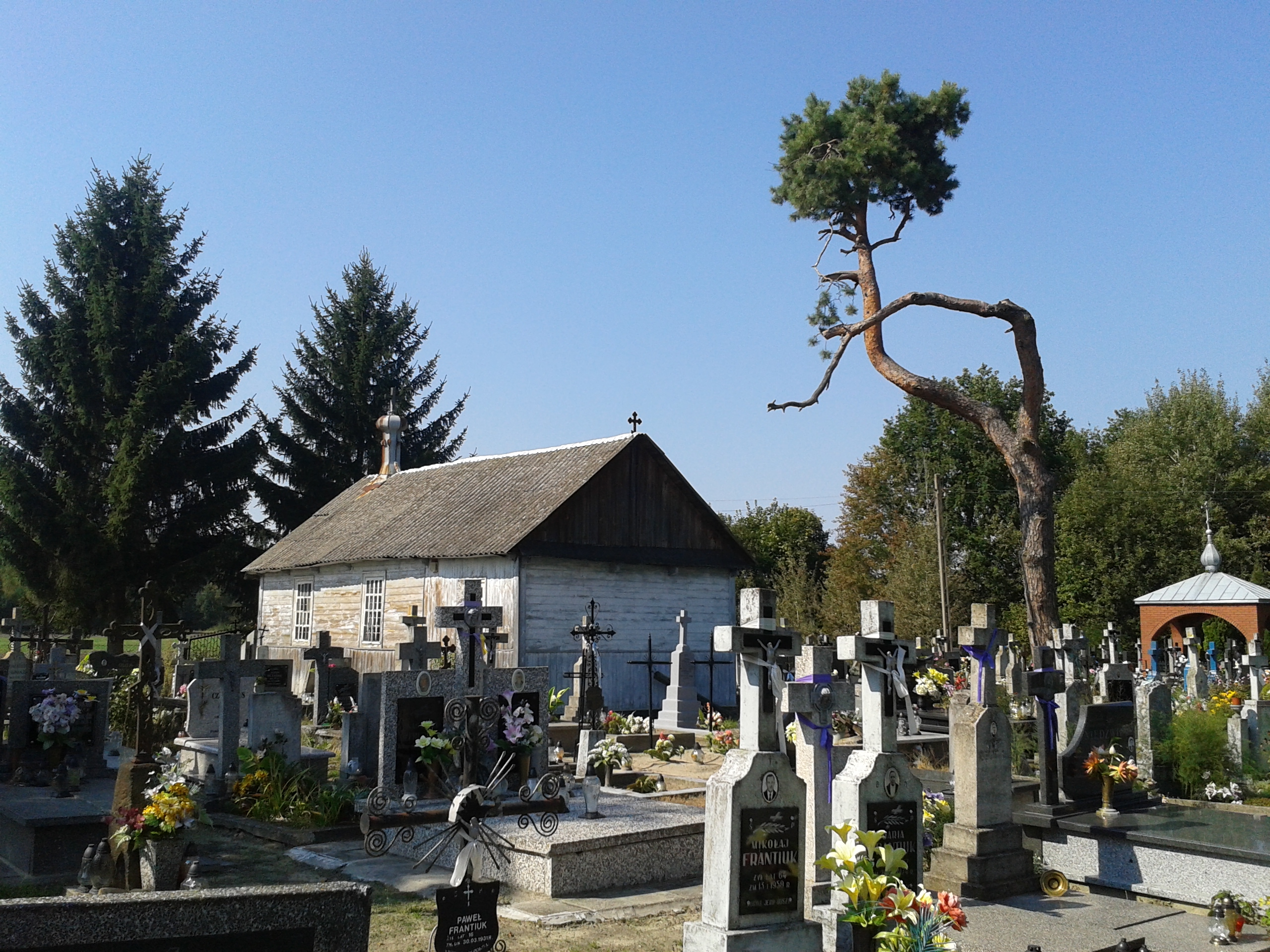
Православний цвинтар і каплиця

1772 року вперше згадується церква східного обряду в селі.
За даними етнографічної експедиції 1869—1870 років під керівництвом Павла Чубинського, у селі переважно проживали греко-католики, які розмовляли українською мовою.
У міжвоєнні 1918—1939 роки польська влада в рамках великої акції руйнування українських храмів на Холмщині і Підляшші знищила місцеву православну церкву.
У 1943 році в селі мешкало 304 українці та 222 поляки.
У 1975—1998 роках село належало до Білопідляського воєводства.

## Населення
Демографічна структура станом на 31 березня 2011 року:
|          | Загалом | Допрацездатний вік | Працездатний вік | Постпрацездатний вік |
| -------- | ------- | ------------------ | ---------------- | -------------------- |
| Чоловіки | 108     | 22                 | 71               | 15                   |
| Жінки    | 117     | 17                 | 54               | 46                   |
| Разом    | 225     | 39                 | 125              | 61                   |

## Особистості

### Народилися
- Олександр Боярський (1885—1937) — православний діяч.